# Přírodní park Rokytná
Přírodní park Rokytná je přírodní park na hranicích okresů Třebíč a Znojmo. Zřízen byl v roce 1978 z důvodu ochrany údolí přirozeně meandrujících toků Rokytné a Rouchovanky. Park zabírá plochu 48,95 km². V parku mají významné zastoupení porosty smrkových a borových monokultur. V menší míře jsou zastoupeny původní porosty, například dubohabřiny či břekové doubravy.

## Přírodní bohatství
Druhové bohatství podrostu se nalézá především v dubohabřinách. Typickými rostlinami, které se na tomto unikátním území vyskytují, jsou sněženka podsněžník, dymnivka plná, ostřice chlupatá a česnek medvědí. K dalším místním výrazným rostlinám patří brambořík nachový.
Na území parku hnízdí například ledňáček říční, výr velký, skorec vodní či strakapoud prostřední.

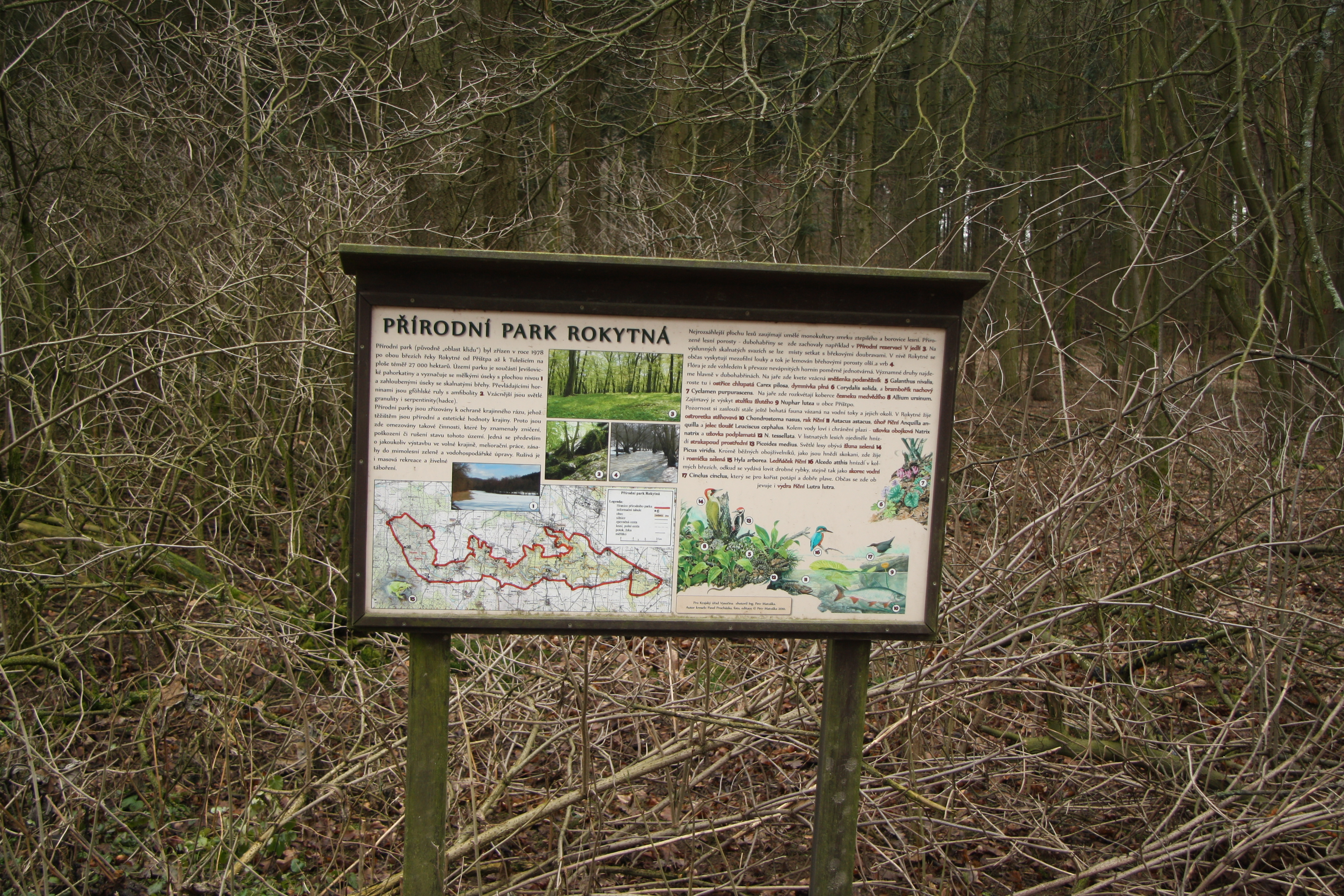
Cedule přírodního parku Rokytná